# Бібліотека № 11 тюркомовної літератури (Київ)
Бібліотека № 11 тюркомовної літератури Печерського району м. Києва.

## Адреса
01133 м.Київ вул. Шовковична, 46/48

## Характеристика
Площа приміщення бібліотеки — 165 м², книжковий фонд — 4,8 тис. примірників. Щорічно обслуговує 1,2 тис. користувачів, кількість відвідувань за рік — 6,4 тис., книговидач — 23,0 тис. примірників.

## Історія бібліотеки
Бібліотека заснована у 1992 році. Партнером бібліотеки є Всеукраїнський татарський культурний центр «Туган Тел».
Бібліотечне обслуговування: абонемент, читальний зал. Надаються послуги міжбібліотечного абонемента.